# Armadillidium pardoni
Armadillidium pardoni är en kräftdjursart som beskrevs av Albert Vandel 1957. Armadillidium pardoni ingår i släktet Armadillidium och familjen klotgråsuggor. Inga underarter finns listade i Catalogue of Life.